# Дочь Райана
«Дочь Райана» (англ. Ryan's Daughter) — британский эпический романтический фильм режиссёра Дэвида Лина с Робертом Митчемом и Сарой Майлз в главных ролях. Фильм, действие которого происходит между августом 1917 года и январем 1918 года, рассказывает историю замужней ирландки, которая вступает в роман с британским офицером во время Первой мировой войны, несмотря на моральное и политическое противодействие со стороны её соседей-националистов. В актёрском составе второго плана — Джон Миллс, Кристофер Джонс, Тревор Ховард и Лео Маккерн. Фильм представляет собой пересказ сюжета романа Гюстава Флобера «Госпожа Бовари» 1857 года.
Саундтрек был написан Морисом Жарром, а фильм был снят в Super Panavision 70 Фредди Янгом. При первом выпуске «Дочь Райана» была резко встречена критиками, но имела кассовый успех, собрав почти 31 миллион долларов при бюджете в 13,3 миллиона долларов, что сделало фильм восьмым по кассовым сборам фильмом 1970 года. Он был номинирован на четыре премии «Оскар» и победил в двух категориях.

## Сюжет
Действие происходит в маленькой деревне на западном побережье Ирландии во время Первой мировой войны. Мечтательная девушка Рози, дочь трактирщика Райана, влюбляется в немолодого школьного учителя Чарльза Шонесси, который безуспешно пытается убедить её в том, что не сможет дать ей счастье. Они играют свадьбу, вскоре после которой Рози испытывает разочарование своей размеренной семейной жизнью. Через некоторое время в местный английский гарнизон прибывает новый начальник — майор Дориан, герой войны. Между молодыми людьми вспыхивает роман. Тем временем в деревне появляются ирландские республиканцы, ожидающие выгрузки с немецких кораблей оружия для повстанцев…

## В ролях
- Роберт Митчем — Чарльз Шонесси
- Сара Майлз — Рози Райан
- Тревор Ховард — отец Хью Коллинз
- Джон Миллс — Майкл
- Кристофер Джонс — майор Рэндольф Дориан
- Лео Маккерн — Томас Райан
- Барри Фостер — Тим О’Лири
- Джеральд Сим — капитан Смит
- Эвин Кроули — Морин Кэссиди

## Производство

### Разработка
Первоначальная идея Роберта Болта состояла в том, чтобы снять фильм о мадам Бовари с Майлз в главной роли. Лин прочитал сценарий и сказал, что он не находит его интересным, но предложил Болту переработать его в другой сеттинг. В фильме до сих пор сохраняются параллели с романом Флобера — Рози аналогична Эмме Бовари, Чарльз — её муж, майор Дориан аналогичен Родольфу и Леону, любовникам Эммы.

### Кастинг
Алек Гиннесс отказался от роли отца Коллинза; она была написана под него, но Гиннесс, новообращенный католик, возражал против того, что, по его мнению, было неточным изображением католического священника. Свой вклад внесли и его конфликты с Лином во время создания «Доктора Живаго». Пол Скофилд был первым выбором Лина на роль Шонесси, но он не смог отказаться от участия в театре. Джордж С. Скотт, Энтони Хопкинс и Патрик МакГуэн рассматривались, но к ним не обращались, а Грегори Пек лоббировал роль, но отказался после того, как к Роберту Митчему обратились.
Как сообщается, Митчем изначально не хотел брать на себя эту роль. Хотя он восхищался сценарием, в то время он переживал личный кризис, и когда Лин спросил, почему он не будет доступен для съемок, он сказал ему: «Я действительно планировал покончить жизнь самоубийством». Услышав об этом, сценарист Болт сказал ему: «Ну, если ты просто закончишь работу над этим жалким маленьким фильмом, а затем покончишь с собой, я буду рад оплатить расходы на твои похороны».
Роль майора Дориана была написана для Марлона Брандо, который изначально согласился, но проблемы с постановкой фильма «Кеймада» вынудили его отказаться. Также рассматривались Питер О’Тул, Ричард Харрис и Ричард Бертон. Затем Лин увидел Кристофера Джонса в «Войне в Зазеркалье» (1969) и решил, что Джонс должен быть в этой роли, и выбрал его, даже не встретившись с ним. Он думал, что у Джонса было то редкое качество Брандо/Дина, которое он хотел в фильме.

### Съёмка
Лину пришлось ждать год, прежде чем разразился достаточно огромный шторм. Изображение защищалось от брызг стеклянным диском, вращающимся перед объективом, известным как экран Clear View .
Митчем поссорился с Лином, заявив, что «Работать с Дэвидом Лином все равно, что строить Тадж-Махал из зубочисток»; несмотря на это, Митчем признался друзьям и семье, что, по его мнению, «Дочь Райана» была одной из его лучших ролей, и сожалел о негативной реакции на фильм. В радиоинтервью Митчем сказал, что, несмотря на сложную постановку, Лин был одним из лучших режиссёров, с которыми он работал.
Джонс утверждал, что у него был роман с Шэрон Тейт, убитой Чарльзом Мэнсоном и его последователями во время съемок, что опустошило Джонса. Майлз и Джонс также стали не любить друг друга, что привело к проблемам при съемках любовных сцен. Джонс был помолвлен с Оливией Хасси, и Майлз его не привлекала. Он даже отказался сниматься с ней в любовной сцене в лесу, что побудило Майлз вступить в сговор с Митчемом. Именно Митчем остановился на идее накачать Джонса наркотиками, посыпав неуказанным веществом его хлопья. Однако Митчем передозировал Джонса, и актёр почти впал в кататонию во время любовной сцены.
Джонс и Лин часто конфликтовали. Из-за неспособности Джонса сделать убедительный британский акцент и поскольку Лин думал, что голос Джонса был слишком ровным, чтобы быть неотразимым, он решил, что все строки Джонса были перезаписаны Джулианом Холлоуэем . Лин был не одинок в своем разочаровании в актёре; уход Джонса из актёрского мастерства якобы произошел из-за плохих отзывов, которые он получил о «Дочери Райана».

## Релиз

### Цензура
Американская ассоциация кинематографистов первоначально присвоила «Дочери Райана» рейтинг R. Сцена с обнаженными Майлз и Джонсом, а также темы, связанные с неверностью, были основными причинами этого решения. В то время MGM испытывала финансовые трудности и обжаловала рейтинг не по художественным, а по финансовым причинам.
На слушаниях по апелляции руководители MGM объяснили, что им нужен менее строгий рейтинг, чтобы позволить большему количеству зрителей посещать кинотеатры; в противном случае компания не сможет выжить в финансовом отношении. Апелляция была удовлетворена, и фильм получил рейтинг GP, который позже стал PG. Американский политический советник Джек Валенти счел это одним из порочащих знаков в рейтинговой системе. Когда MGM повторно представила фильм MPAA в 1996 году, ему был присвоен рейтинг R.
В Австралии и Новой Зеландии фильм первоначально получил рейтинг PG, но в настоящее время имеет рейтинг M.

### Критика
«Дочь Райана» получила два «Оскара». После своего первоначального выхода «Дочь Райана» получила враждебный прием от многих кинокритиков. Роджер Эберт дал фильму две звезды из четырёх и написал, что «персонажи Лина, хорошо написанные и сыгранные, в конце концов затмеваются его чрезмерным масштабом». Винсент Кэнби из «New York Times» назвал сценарий «фантастикой книжного клуба, которую следует читать с феном — факт, который не может быть замаскирован тщательно продуманной постановкой (мистер Лин построил для фильма свою собственную, совершенно новую ирландскую деревню) и почти метафизическим стилем». Артур Д. Мерфи из Variety назвал фильм «блестящей загадкой, блестящей, потому что Дэвид Лин в значительной степени достиг смелой и очевидной цели — интимной романтической трагедии на суровом географическом и политическом ландшафте Ирландии 1916 года; загадка, потому что чрезмерная продолжительность, возможно, в 30 минут служит для усиления некоторых недостатков оригинального сценария Роберта Болта, чтобы рассеять влияние спектаклей и подавить выдающуюся съёмку и постановку». Джин Сискел из Chicago Tribune дал фильму полторы звезды из четыре и написал: «Плохой кастинг, жесткая режиссура, которая становится комичной во время большой любовной сцены, и пустоголовые персонажи делают „Дочь Райана“ Дэвида Лина эпическим разочарованием». Чарльз Чамплин из Los Angeles Times написал, «Оригинальная история любви, которую Роберт Болт поставил в этих пустынных морских пейзажах, кажется одновременно слишком хрупкой и слишком банальной, чтобы выдержать сокрушительный вес 3 часов и 18 минут съемки с Super Panavision». Полин Кейл из The New Yorker написала: «У этого фильма нет никакого художественного или морального обоснования —только целесообразность… Пустота „Дочери Райана“ видна практически в каждом кадре». По словам Джеймса Уолкотта, на собрании Национального общества кинокритиков критик Time Ричард Шикель спросил Лина: "Как кто-то, кто сделал «Короткие встречи», мог сделать такой бред, как «Дочь Райана?».
Некоторые объясняют негативные отзывы слишком высокими ожиданиями критиков после трех эпопей, которые Лин снял подряд до «Дочери Райана». Предварительный просмотр длился более 220 минут и был подвергнут критике за его длину и плохой ритм. Лин чувствовал себя обязанным вырезать до 17 минут отснятого материала перед широким выпуском фильма. Вырезанные кадры не были восстановлены или найдены. Лин воспринял эту критику очень близко к сердцу, заявив в то время, что он никогда не снимет ещё один фильм (другие оспаривают это, ссылаясь на тот факт, что Лин пытался, но не смог сдвинуть с мертвой точки несколько проектов, включая «Баунти».) Фильм имел умеренный успех в мировом прокате и стал одним из самых успешных фильмов 1970 года в Великобритании, где он шел в кинотеатре Вест-Энда почти два года подряд.
На Rotten Tomatoes фильм имеет 50 % от критиков при 18 рецензиях
Фильм также подвергся критике за то, что ирландский пролетариат в нём изображался нецивилизованным. Ирландский комментатор в 2008 году назвал их «местным стадным и похотливым населением, которому не хватает оплачиваемой работы, чтобы занять себя». Некоторые критиковали фильм как попытку очернить наследие Пасхального восстания 1916 года и последующей ирландской войны за независимость в связи с разразившимися «Смутами» в Северной Ирландии примерно во время выхода фильма. После выхода фильма на DVD «Дочь Райана» была пересмотрена некоторыми критиками; его назвали недооцененным шедевром, несмотря на многие критические замечания, такие, как его предполагаемый «чрезмерный масштаб». Другие элементы, такие как карикатура Джона Миллса на «деревенского идиота» (актерская игра, получившая «Оскар»), были встречены неоднозначно.

## Награды и номинации
- 1971 — две премии «Оскар» за лучшую мужскую роль второго плана (Джон Миллс) и за лучшую операторскую работу (Фредди Янг), а также номинации в категориях «лучшая женская роль» (Сара Майлз) и «лучший звук» (Гордон Маккаллум, Джон Брамалл).
- 1971 — 10 номинаций на премию BAFTA: лучший фильм, режиссура (Дэвид Лин), женская роль (Сара Майлз), мужская роль второго плана (Джон Миллс), женская роль второго плана (Эвин Кроули), операторская работа (Фредди Янг), монтаж (Норман Сэвидж), работа художника (Стивен Граймз), костюмы (Джослин Риккардс), саундтрек (Уинстон Райдер, Гордон Маккаллум).
- 1971 — премия «Золотой глобус» за лучшую мужскую роль второго плана (Джон Миллс), а также номинации в категориях «лучшая драматическая актриса» (Сара Майлз) и «лучшая мужская роль второго плана» (Тревор Ховард).
- 1971 — в десятке лучших фильмов года по версии Национального совета кинокритиков США.
- 1971 — премия «Давид ди Донателло» за лучшее продюсирование зарубежного фильма (Энтони Хэйвлок-Аллан).
- 1971 — номинация на премию Гильдии режиссёров США за лучшую режиссуру — Художественный фильм (Дэвид Лин).
- 1972 — номинация на премию «Грэмми» за лучшую оригинальную музыку к фильму (Морис Жарр).